# Podróż apostolska Franciszka do Zjednoczonych Emiratów Arabskich
Podróż apostolska papieża Franciszka do Zjednoczonych Emiratów Arabskich odbyła się w dniach 3 – 5 lutego 2019.
Była to pierwsza w historii wizyta Zwierzchnika Kościoła katolickiego na Półwyspie Arabskim.

## Program pielgrzymki
- 3 lutego

O godz. 13.27 samolot Boeing 777 "Monte Argentario" włoskich linii lotniczych Alitalia z papieżem wystartował z rzymskiego lotniska Fiumicino do Abu Zabi.
O godz. 21.49 czasu lokalnego samolot z Papieżem wylądował w Abu Zabi. 
Z lotniska papież pojechał wraz z szejkiem Ahamedem al-Tayyibem do Pałacu Al Mushrif, jednej z oficjalnych państwowych rezydencji państwa zarezerwowanych dla znamienitych gości, który znajduje się w centralnej dzielnicy miasta Abu Zabi. Tam Franciszek nocował.
- 4 lutego

O 12:20 Papież spotkał się w Pałacu Prezydenckim z władzami Zjednoczonych Emiratów Arabskich. O 17:00 spotkał się w meczecie im. szejka Zayeda z Muzułmańską Radą Starszych. O 18:10 wziął udział w międzynarodowym spotkaniu religijnym w Miejscu Pamięci Założycieli.
- 5 lutego

O 9:15 Papież odwiedził prywatną katedrę w Abu Zabi. O 10:30 odprawił mszę świętą w Zayed Sports City. Po mszy o 12:40 na lotnisku odbyła się ceremonia pożegnalna. 20 minut po ceremonii Papież odleciał samolotem do Rzymu. O 17:00 rzymskiego czasu samolot z Papieżem wylądował na lotnisku w Rzymie.

## Źródła
- Viaggio Apostolico di Sua Santitá Fransesco negli Emirati Arabi Uniti, vatican.va
- Franciszek pierwszym papieżem z wizytą w Zjednoczonych Emiratach Arabskich, PoloniaChristiana24.pl., 2018-12-11